# Urbanismo de Sevilla

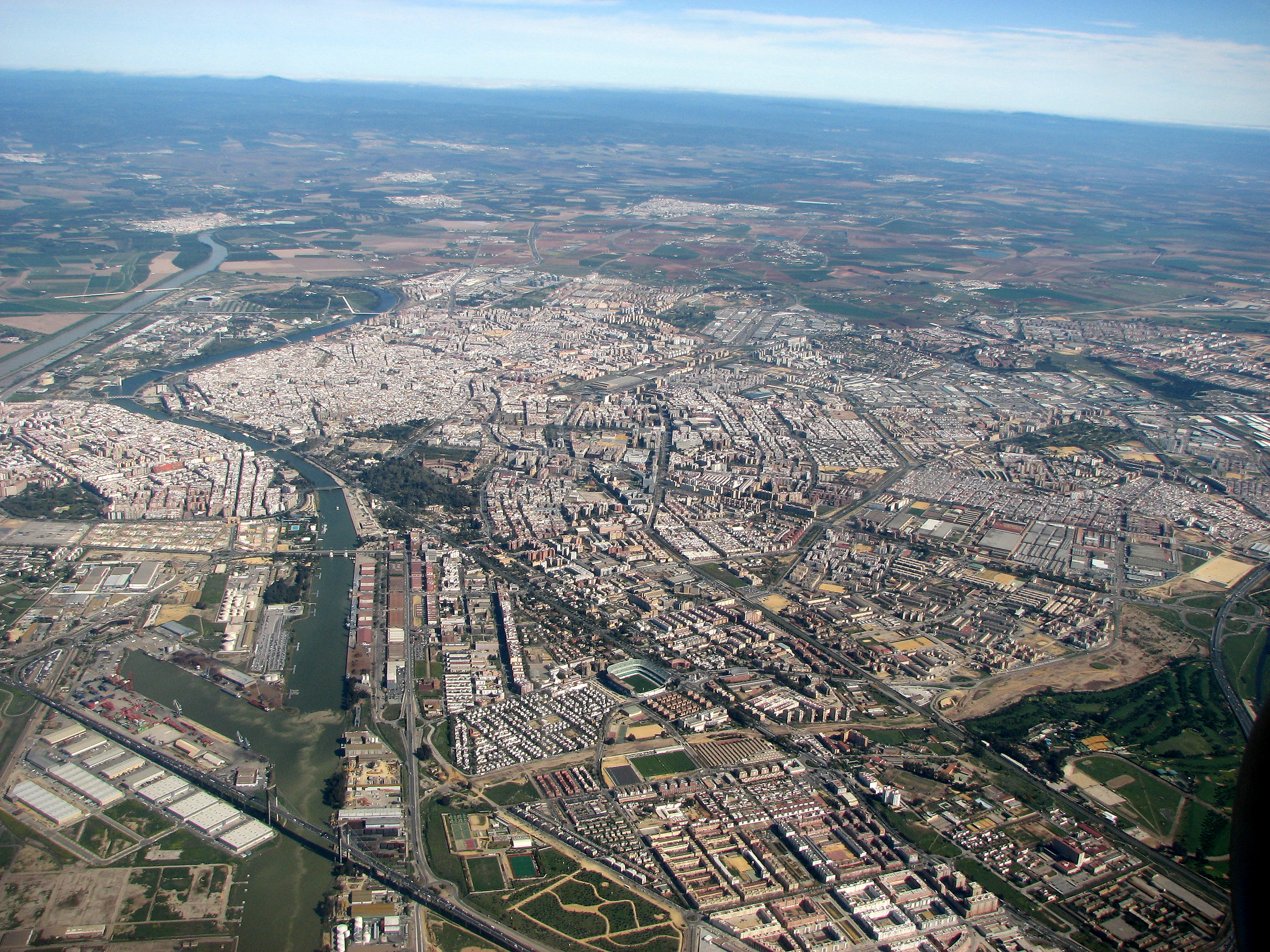
Vista aérea de Sevilla.

El urbanismo de Sevilla es el reflejo del proceso de ocupación de esta ciudad española y de la evolución de sus construcciones desde la fundación de la ciudad. La evolución urbanística de Sevilla ha estado condicionada por su situación geográfica en un valle de marismas en el que solo algunas colinas permanecían libres de inundaciones todo el año. 

## Orígenes de la ciudad
En una de estas colinas parece ser que fue donde se instaló el poblado íbero de Spalis, cuyo significado es "sobre pilares", probablemente debido a que las primeras casas se constryeron sobre pilares para evitar las inundaciones durante las épocas de crecidas.